# 扎邦豬齒魚
扎邦豬齒魚（学名：Choerodon zamboangae），又名石老、四齒仔、西齒、扎邦寒鯛、札汶豬齒魚，為輻鰭魚綱鱸形目隆頭魚亞目隆頭魚科的其中一種，分布於菲律賓、印尼、澳洲西北部海域，體長可達45公分，棲息沙底質、海草生長或礁石區海域，生活習性不明。

## 擴展閱讀
維基物種上的相關：札汶豬齒魚